# Рогачи (Волгоградская область)
Рогачи — хутор в Даниловском районе Волгоградской области, в составе Атамановского сельского поселения.
Население — 123 (2010)

## История
Дата основания не установлена[кем?]. Хутор относился к юрту станицы Берёзовской Усть-Медведицкого округа Земли Войска Донского (с 1870 — Область Войска Донского). В 1859 году на хуторе проживало 85 мужчин и 90 женщин. Население хутора быстро увеличивалось. Согласно переписи населения 1897 года на хуторе проживало 271 мужчина и 292 женщины, из них грамотных: мужчин — 109, женщин — 13.
Согласно алфавитному списку населённых мест Области Войска Донского 1915 года на хуторе имелось хуторское правление, приходское училище, ветряная мельница, проживало 354 мужчины и 366 женщин, земельный надел составлял 2200 десятин.
С 1928 года — в составе Берёзовского района Хопёрского округа (упразднён в 1930 году) Нижне-Волжского края (с 1934 года — Сталинградского края, с 1936 года — Сталинградской области). Хутор относился к Атамановскому сельсовету. Указом Президиума ВС РСФСР от 1 февраля 1963 года № 741/95 Березовский район был упразднён, Атамановский сельсовет передан в состав Котовского района. В 1966 году — передан в состав Даниловского района

## География
Хутор находится в степи, на юге Даниловского района, в пределах Доно-Медведицкой гряды Приволжской возвышенности, на правом берегу реки Берёзовки (левый приток Медведицы). Высота центра населённого пункта около 110 метров над уровнем моря. В районе хутора правый берег реки более крутой, левый — более пологий. Правый берег расчленён балками (балка Каменная) и оврагами. Почвы — чернозёмы южные и чернозёмы солонцеватые и солончаковые.
По автомобильным дорогам расстояние до районного центра посёлка Даниловка — 36 км, до областного центра города Волгоград — 230 км. Ближайшие населённые пункты: хутор Атамановка (административный центр сельского поселения) расположен в 6 км к западу от Рогачей, хутор Кувшинов — в 7 км к востоку.
Часовой пояс
Рогачи, как и вся Волгоградская область, находится в часовой зоне МСК (московское время). Смещение применяемого времени относительно UTC составляет +3:00.

## Население
Динамика численности населения по годам:
| 1859 | 1873 | 1897 | 1915 | 1987 |
| ---- | ---- | ---- | ---- | ---- |
| 175  | 445  | 563  | 720  | ≈160 |

| 2010 |
| ---- |
| 123  |